# Guillermo Guille
Guillermo Enrique Ubierna Vásquez (Buenos Aires, 2 de abril de 1939-Lima, 14 de diciembre de 2008), conocido como Guillermo Guille, fue un guionista, director y productor de televisión argentino, quien colaboró notablemente en los programas cómicos peruanos desde la década de 1980 con la creación de sketches y personajes. Se le apodó como «el poeta de lo obvio».

## Biografía
En sus primeros años se desempeñó a los café teatro colaboró con otros cómicos de café teatro como Pepe Biondi, Jorge Porcel y Alberto Olmedo. Comenzó con su hermano a elaborar su revista cómica La revista dislocada desde finales de los años 1950 y vendió el guion de El padre de mi barrio que lo redactó en 1973.
Al viajar al Perú en 1974 se inició de shows infantiles y debutó de la participación de Luis Ángel Pinasco y Sonia Oquendo El show de Rulito y Sonia en Telecentro (un canal fusionado de América Televisión y Panamericana Televisión). Dicho programa fue exportado a México. En 1984, cuando ya estuvo disuelto Telecentro y realizó guiones para Los Detectilocos, protagonizado por su futuro yerno Ricky Tosso en América, entró en Pantel como director principal de su competencia, el programa cómico peruano Risas y salsa, en reemplazo de Aldo Vega. El programa alcanzó notoriedad con la creación de personajes y segmentos suyos como La banda del choclito, El Jefecito, La guardia Serafina, Los firmes y los bambas, entre otros.
En 1988 produjo para América Televisión con otros humoristas el fenecido segmento La máquina de la risa. Tras la salida del lóngevo Risas regresó al canal 4 en 1997 para los primeros años de su continuación Risas de América. Este incluyó la continuación, bajo su dirección y con la ayuda de Adolfo Chuiman, del distintivo sketch sugestivamente sexual Dr. Jeringa. Posteriormente fue colaborador principal en la creación y elaboración de otros programas no cómicos, en que surgió la fama de los conductores Ernesto Pimentel (Más Chola que Nunca), Janet Barboza (La movida y La alegría del mediodía)  y Gisela Valcárcel (Aló Gisela). También se atribuye como uno de los descubridores de Laura Bozzo, quien inicialmente realizó a partir de la habilidad de Cristina Saralegui Decisiones, y su posteriores ediciones Intimidades y Laura en América.
En 1998 produjo Cholo Chow, programa de América Televisión protagonizado por Tulio Loza que fue cancelado tras ocho episodios emitidos.
Años después continuo en la nueva etapa de Panamericana, que estuvo gobernado por Genaro Delgado Parker. En 2004 llevó a cabo el programa concurso Superstar con Bárbara Cayo y Joselito Carrera para promocionar al ganador un contrato discográfico. En 2005 produjo El Torpedo en con el reparto del programa radial Los chistosos: Fernando Armas, Hernán Vidaurre, Guillermo Rossini y Giovanna Castro. Siguió adelante en formatos de concurso como La hora de la fortuna y Desafío y fama. No obstante, intentó producir otros segmentos cómicos como A reír, Esposos pero tramposos y Sábado bravazo sin éxito. Pese a ello, volvió a resultar otro concurso de talentos y que fue el último para el canal, Camino a la fama.
El 14 de diciembre de 2008, a los 69 años falleció de un ataque cardiaco tras una operación por cálculos a la vejiga. Sus últimos trabajos fueron la producción de los magacines femeninos recientemente estrenados Qué tal mañana de Global Televisión, conducido principalmente por Laura Borlini, y Ponte al día de ATV, pero se alejó temporalmente de la vida pública para tratarse de una enfermedad. El 17 de este mes se lanzó su libro póstumo Ni chistes, ni chismes: Cuentos por su editor Rubén Silva.

## Vida privada
Guillermo tuvo un hermano, Fernando, quien desde que viajaron juntos a Perú fueron responsables del surgimiento de Aló Gisela. Fernando se encargó de otras producciones no cómicas como La noche del once, que condujo Gian Carlo Vacchelli y El baúl de la felicidad.
En 1968 se casó con Mary Chumbe y tuvo nueve hijos, uno de ellos es el reconocido pastor Fabio Ubierna quien ha sido invitado y participado en muchos programas de televisión en Perú.

## Filmografía
- El show de Rulito y Sonia (1980)
- Los Detectilocos (1980)
- Risas y salsa (1982-1996)
- Aló Gisela (1987-1992)[5][6]
- Decisiones (1995)[5][16]
- Risas de América (1997-1999)[4]
- La alegría del mediodía (2002-2003)[27]
- Gente demente (2004)[28]
- El Torpedo (2005)
- Que tal mañana (2005-2008)
- Camino a la fama (2008)[17]